# Lidé PRO
Lidé PRO bylo české politické hnutí, které započalo svou činnost v prosinci 2020 s cílem výrazně uspět ve sněmovních volbách v roce 2021, a ukončilo ji v březnu 2021, kdy oznámilo, že se voleb účastnit nebude a formálně nevznikne. Hnutí založil Mikuláš Minář, který je známý z působení ve spolku Milion chvilek pro demokracii, a který se poté stal předsedou spolku PRO ČR. Na vzniku hnutí s ním spolupracovali například bývalý ředitel Transparency International ČR David Ondráčka, náměstek pražského primátora Pavel Vyhnánek nebo podnikatel Martin Hausenblas.

## Historie
Dne 19. září 2020 vznikl spolek PRO ČR, jehož prvním předsedou se stal teolog Pavel Hošek. Vznik samotného hnutí Lidé PRO oznámil Mikuláš Minář ve videu na platformě YouTube na kanále Milionu chvilek už 27. září 2020; ve svém videu řekl, že se obává, že současná opozice nedokáže ve sněmovních volbách v roce 2021 porazit hnutí ANO ani v případě vzniku koalic, a proto se rozhodl vytvořit vlastní politický subjekt, který by přilákal nevoliče, a nespokojené voliče, jak od ANO, tak i od jiných politických subjektů. Současně oznámil svůj odchod ze spolku Milion chvilek pro demokracii a předsednictví spolku předal jeho místopředsedovi Benjaminu Rollovi. Část veřejnosti Minářův krok odsoudila; podle některých politiků a politologů by případná kandidatura jen více rozštěpila opoziční voliče a tím oslabila celou opozici.
Dne 16. října 2020 vystřídal Minář Hoška v pozici předsedy spolku PRO ČR a 10. prosince 2020 bylo zaregistrováno samotné hnutí Lidé PRO.
Hnutí si předsevzalo získal 500 000 podpisů, aby mohlo kandidovat ve volbách do Poslanecké sněmovny PČR v říjnu 2021. Sběr podpisů však probíhal pomalu, ve druhé polovině března 2021 se jednalo jen přes 40 000 podpisů. Dne 24. března 2021 tak Mikuláš Minář oznámil, že projekt Lidé PRO nezískal dostatečnou podporu a končí, nebude se účastnit říjnových voleb a podpoří opoziční demokratické strany. Hnutí tak bylo pouze zaregistrované na MV, ale formálně nevzniklo, protože neproběhl jeho úvodní sněm.
V lednu 2022 vláda navrhla Nejvyššímu správnímu soudu pozastavit činnost hnutí, protože hnutí neoznámilo ministerstvu vnitra povinné údaje, např. neustavilo svůj statutární orgán. Minář to komentoval tím, že to je v pořádku, protože hnutí poté, co nesplnilo svoje vlastní podmínky, nebylo formálně ustaveno. Nejvyšší správní soud vládnímu návrhu vyhověl a rozsudkem ze 17. března 2022 hnutí pozastavil činnost pro neplnění zákonem stanovených povinností. Následně NSS rozsudkem z 10. ledna 2024 hnutí rozpustil, neboť „hnutí ani déle než rok po pozastavení činnosti nenapravilo závadný stav, který byl důvodem pro pozastavení jeho činnosti.“